# Río Tablachaca
Der Río Tablachaca ist ein 78 km (einschl. Quellflüssen: ca. 110 km) langer rechter Nebenfluss des Río Santa in West-Peru in den Regionen Ancash und La Libertad.

## Flusslauf
Der Río Tablachaca entsteht am Zusammenfluss von Río Sarin (links) und Río Pampas (im Oberlauf auch Río Plata). Er fließt entlang der Grenze der Regionen Ancash (am Linksufer) und La Libertad (am Rechtsufer), anfangs 28 km nach Südwesten. Anschließend wendet sich der Río Tablachaca in Richtung Südsüdwest. Schließlich mündet er bei der Ortschaft Chuquicara in den nach Westen strömenden Río Santa. Auf den letzten 25 km verläuft die Nationalstraße 3N entlang dem Flusslauf. Nebenflüsse sind Río Conchucos, Río Sacaycacha-Huandoval, Río Boca Cabanas und Río Ancos von links sowie Río Angasmarca und Río Santiago von rechts. Zum hydrologischen Hauptstrang werden die Zuflüsse Quebrada Pelagatos und Río Pampas gezählt. Als Ursprung des hydrologischen Hauptstranges gilt der abflussregulierte 1,8 km² große, 3980 m hoch gelegene See Laguna Pelagatos .

## Einzugsgebiet
Der Río Tablachaca entwässert ein Areal von 3190 km². Das Gebiet erstreckt sich über die beiden Provinzen Santiago de Chuco und Pallasca. Das Einzugsgebiet liegt in den nördlichen Ausläufern der Cordillera Blanca. Es grenzt im  Westen an die Einzugsgebiete von Río Chao, Río Virú und Río Moche, im Norden an die der Flüsse Río Chicama, Río Condebamba und Río Chusgón, im Osten an das des Río Marañón sowie im Süden an die des Río Manta und des oberen Río Santa.

## Ökologie
Im Einzugsgebiet des Río Tablachaca befinden sich mehrere Minen, aus welchen immer wieder mit Schwermetallen belastete Schlämme in das Flusssystem gelangen. Es ist der Bau mehrerer Wasserkraftwerke im Flusssystem geplant.